# Oscar Hering
Oscar Hering (* 1814 in Prenzlau, Mark Brandenburg; † 27. März 1884 in Düsseldorf) war ein deutscher Landschafts- und Gartenarchitekt, Hofgärtner auf Schloss Pawlowsk und Schloss Benrath sowie Gartendirektor der Stadt Düsseldorf.

## Leben

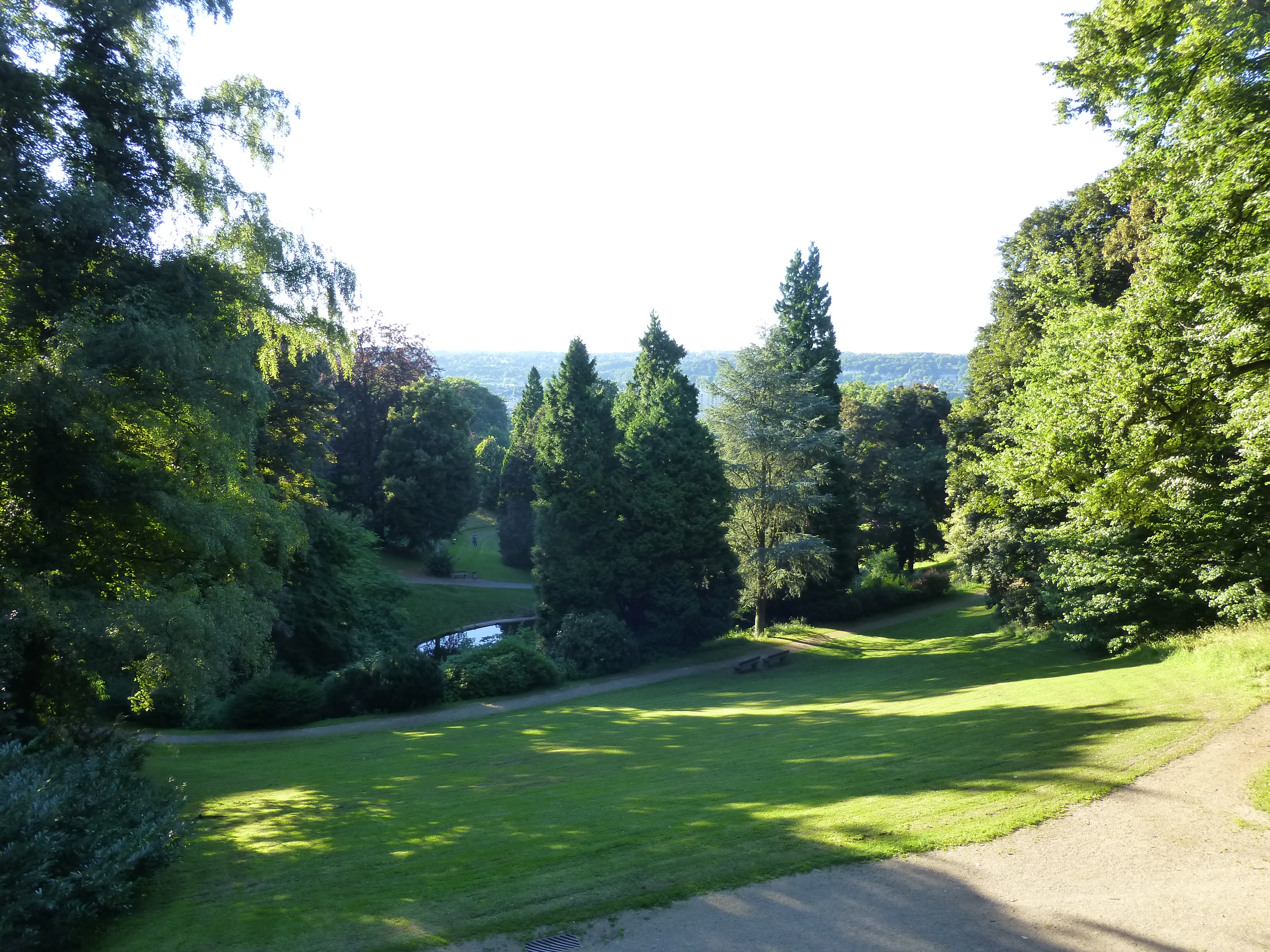
Ringeltal in den Barmer Anlagen, 2013

Hering war von 1830 bis 1834 unter Peter Joseph Lenné Schüler der Königlichen Gärtnerlehranstalt am Wildpark bei Potsdam. Danach ging er nach Russland und trat als Hofgärtner (Gartendirektor) zu Pawlowsk in die Dienste der Großfürstin Elena Pawlowna. Am 1. April 1864 wurde er als Nachfolger von Peter Joseph Kürten Königlicher Hofgärtner in Benrath. Am 9. August 1871 wurde er als Nachfolger von Joseph Clemens Weyhe zum Garteninspektor in Düsseldorf ernannt. Diese Stelle, in der er die Leitung der städtischen Gartenverwaltung innehatte, bekleidete er bis 1879. Sein Nachfolger wurde Heinrich Hillebrecht. Als Pensionär entwarf Hering in den 1880er Jahren das sich in den Barmer Anlagen befindliche Ringeltal am Denkmal für den Barmer Fabrikanten und Wohltäter Ludwig Ringel. Er starb im Alter von 71 Jahren in Düsseldorf.